# Citadelcross 2018
De tiende editie van de Citadelcross in Namen werd gehouden op 23 december 2018. De wedstrijd maakte deel uit van de wereldbeker veldrijden 2018-2019. De titelverdedigers waren bij de mannen de Belg Wout van Aert en bij de vrouwen de Britse Evie Richards. Dit jaar wonnen de Nederlanders Mathieu van der Poel en Lucinda Brand. Klassementsleiders Toon Aerts en Marianne Vos bleven ook na deze wedstrijd aan de leiding.

## Mannen elite[1]

### Uitslag
| Plaats | Naam                   | Ploeg                          | Tijd     |
| ------ | ---------------------- | ------------------------------ | -------- |
| 1      | Mathieu van der Poel   | Corendon-Circus                | 1u03'37" |
| 2      | Wout van Aert          | Cibel-Cebon                    | + 1'04"  |
| 3      | Toon Aerts             | Telenet-Fidea                  | + 1'50"  |
| 4      | Joris Nieuwenhuis      | Team Sunweb                    | + 2'02"  |
| 5      | Michael Vanthourenhout | Marlux-Bingoal                 | + 2'21"  |
| 6      | Corne van Kessel       | Telenet-Fidea                  | + 3'23"  |
| 7      | Marcel Meisen          | Corendon-Circus                | + 3'30"  |
| 8      | Laurens Sweeck         | Pauwels Sauzen-Vastgoedservice | + 3'38"  |
| 9      | Gianni Vermeersch      | Steylaerts - 777               | + 3'41"  |
| 10     | Lars van der Haar      | Telenet-Fidea                  | + 3'50"  |

| Pos. | Punten | Pos. | Punten |
| ---- | ------ | ---- | ------ |
| 1    | 200    | 27   | 33     |
| 2    | 160    | 28   | 32     |
| 3    | 140    | 29   | 31     |
| 4    | 120    | 30   | 30     |
| 5    | 110    | 31   | 29     |
| 6    | 100    | 32   | 28     |
| 7    | 90     | 33   | 27     |
| 8    | 80     | 34   | 26     |
| 9    | 70     | 35   | 25     |
| 10   | 60     | 36   | 24     |
| 11   | 58     | 37   | 23     |
| 12   | 56     | 38   | 22     |
| 13   | 54     | 39   | 21     |
| 14   | 52     | 40   | 20     |
| 15   | 50     | 41   | 19     |
| 16   | 48     | 42   | 18     |
| 17   | 46     | 43   | 17     |
| 18   | 44     | 44   | 16     |
| 19   | 42     | 45   | 15     |
| 20   | 40     | 46   | 14     |
| 21   | 39     | 47   | 13     |
| 22   | 38     | 48   | 12     |
| 23   | 37     | 49   | 11     |
| 24   | 36     | 50   | 10     |
| 25   | 35     | 51-  | 5      |
| 26   | 34     |      |        |

## Vrouwen elite[2]

### Uitslag
| Plaats | Naam                       | Ploeg                          | Tijd    |
| ------ | -------------------------- | ------------------------------ | ------- |
| 1      | Lucinda Brand              | Team Sunweb                    | 45'40"  |
| 2      | Marianne Vos               | Waowdeals Pro Cycling          | + 27"   |
| 3      | Annemarie Worst            | Steylaerts - 777               | + 32"   |
| 4      | Nikki Brammeier            | Mudiiita                       | + 35"   |
| 5      | Jolanda Neff               | Trek-Segafredo                 | + 36"   |
| 6      | Eva Lechner                | Creafin Tüf Sud                | + 54"   |
| 7      | Denise Betsema             | Marlux-Bingoal                 | + 58"   |
| 8      | Kaitlin Keough             | Cylance Pro Cycling            | + 1'15" |
| 9      | Ceylin del Carmen Alvarado | Corendon-Circus                | + 1'28" |
| 10     | Loes Sels                  | Pauwels Sauzen-Vastgoedservice | + 1'31" |

| Pos. | Punten | Pos. | Punten |
| ---- | ------ | ---- | ------ |
| 1    | 200    | 27   | 33     |
| 2    | 160    | 28   | 32     |
| 3    | 140    | 29   | 31     |
| 4    | 120    | 30   | 30     |
| 5    | 110    | 31   | 29     |
| 6    | 100    | 32   | 28     |
| 7    | 90     | 33   | 27     |
| 8    | 80     | 34   | 26     |
| 9    | 70     | 35   | 25     |
| 10   | 60     | 36   | 24     |
| 11   | 58     | 37   | 23     |
| 12   | 56     | 38   | 22     |
| 13   | 54     | 39   | 21     |
| 14   | 52     | 40   | 20     |
| 15   | 50     | 41   | 19     |
| 16   | 48     | 42   | 18     |
| 17   | 46     | 43   | 17     |
| 18   | 44     | 44   | 16     |
| 19   | 42     | 45   | 15     |
| 20   | 40     | 46   | 14     |
| 21   | 39     | 47   | 13     |
| 22   | 38     | 48   | 12     |
| 23   | 37     | 49   | 11     |
| 24   | 36     | 50   | 10     |
| 25   | 35     | 51-  | 5      |
| 26   | 34     |      |        |

## Prijzengeld
In onderstaande tabel vindt u de verdeling van het prijzengeld per categorie:
| Pos.   | Mannen elite | Vrouwen elite | Mannen U23 | Mannen junioren |
| ------ | ------------ | ------------- | ---------- | --------------- |
| 1.     | € 5.000      | € 2.000       | € 175      | € 150           |
| 2.     | € 3.500      | € 1.500       | € 120      | € 100           |
| 3.     | € 3.000      | € 1.000       | € 90       | € 70            |
| 4.     | € 2.700      | € 800         | € 70       | € 60            |
| 5.     | € 2.500      | € 600         | € 60       | € 50            |
| 6.     | € 2.000      | € 450         | € 50       | € 50            |
| 7.     | € 1.800      | € 450         | € 50       | € 50            |
| 8.     | € 1.600      | € 450         | € 50       | € 40            |
| 9.     | € 1.400      | € 400         | € 50       | € 40            |
| 10.    | € 1.200      | € 400         | € 50       | € 40            |
| 11.    | € 1.000      | € 300         | € 30       | € 30            |
| 12.    | € 900        | € 300         | € 30       | € 30            |
| 13.    | € 850        | € 250         | € 30       | € 30            |
| 14.    | € 800        | € 250         | € 30       | € 30            |
| 15.    | € 750        | € 250         | € 30       | € 30            |
| 16.    | € 700        | € 200         | € 20       | –               |
| 17.    | € 650        | € 200         | € 20       | –               |
| 18.    | € 600        | € 200         | € 20       | –               |
| 19.    | € 550        | € 200         | € 20       | –               |
| 20.    | € 500        | € 200         | € 20       | –               |
| 21-30  | € 450        | –             | –          | –               |
| 31-40  | € 300        | –             | –          | –               |
| Totaal | € 39.500     | € 10.400      | € 1.015    | € 800           |

2009 · 2010 · 2011 · 2012 · 2013 · 2014 · 2015 · 2016 · 2017 · 2018 · 2019 · 2020 · 2021 · 2022 (EK) · 2023 · 2024
 Waterloo · 
 Jingle Cross · 
 Bern · 
 Tábor · 
 Duinencross · 
 Citadelcross · 
 GP Eric De Vlaeminck · 
 Pontchâteau · 
 GP Adrie van der Poel